# Dan Hylander (musikalbum)
Dan Hylander är ett musikalbum av Dan Hylander, utgivet 1994.

## Låtlista
1. Du får inte gå - (Dan Hylander)
2. Vem är vem - (Dan Hylander)
3. Skagen - (Dan Hylander)
4. Vid rouletten - (Dan Hylander)
5. Hör du mej - (Dan Hylander)
6. Långt under stjärnorna - (Dan Hylander)
7. Och vinden vänder - (Dan Hylander)
8. Mark, dollar och yen - (Dan Hylander)
9. Efterhand - (Dan Hylander)
10. I tårar - (Dan Hylander)
11. I denna tid - (Dan Hylander)

## Dan Hylanders Kvintett
- Dan Hylander - Sång
- Mikael Nord Andersson - Gitarr & kör
- Niklas Medin - Klaviatur
- Stefan Olsson - Bas & kör
- Nicci Wallin - Trummor & tamburin

## Övriga medverkande musiker
- Søs Fenger - Sång (7)
- Mats Ronander - Gitarr (2, 11)